# Divisiones Regionales de la Región de Murcia 2007-08
Las divisiones regionales de fútbol son las categorías de competición futbolística de más bajo nivel en España, en las que participan deportistas amateur, no profesionales. En la Región de Murcia su administración corre a cargo de las Real Federación de Fútbol de la Región de Murcia. Inmediatamente por encima de estas categorías estaba la Tercera División española.
En la temporada 2007-2008 las divisiones regionales se dividen en Territorial Preferente y Primera Territorial. Los tres primeros clasificados de Territorial Preferente ascendieron directamente al grupo XIII de Tercera División, aunque hubo tres ascensos más por compensación de plazas.

## Territorial Prefente

### Clasificación
|  |     | Equipos de fútbol     | PJ | Pts | J  | G  | E  | GF | GC | Dif |
|  | --- | --------------------- | -- | --- | -- | -- | -- | -- | -- | --- |
|  | 1.  | CD Lumbreras          | 38 | 72  | 22 | 6  | 10 | 56 | 36 | +20 |
|  | 2.  | Atlético Pulpileño    | 38 | 69  | 21 | 6  | 11 | 61 | 44 | +17 |
|  | 3.  | CD Beniel             | 38 | 69  | 20 | 9  | 9  | 80 | 32 | +48 |
|  | 4.  | Murcia Deportivo CF   | 38 | 67  | 19 | 10 | 9  | 52 | 37 | +15 |
|  | 5.  | CD Pozo Estrecho      | 38 | 66  | 19 | 9  | 10 | 63 | 46 | +17 |
|  | 6.  | CD Plus Ultra         | 38 | 66  | 18 | 12 | 8  | 61 | 36 | +25 |
|  | 7.  | CD Molinense          | 38 | 65  | 18 | 11 | 9  | 66 | 45 | +21 |
|  | 8.  | CPMD Fortuna          | 38 | 59  | 18 | 5  | 15 | 57 | 48 | +9  |
|  | 9.  | EF San Ginés          | 38 | 55  | 16 | 7  | 15 | 49 | 54 | -5  |
|  | 10. | La Hoya Deportiva CF  | 38 | 53  | 13 | 14 | 11 | 39 | 40 | -1  |
|  | 11. | Cartagena FC          | 38 | 52  | 13 | 13 | 12 | 43 | 45 | -2  |
|  | 12. | Pinatar CF "B"        | 38 | 50  | 14 | 8  | 16 | 57 | 54 | +3  |
|  | 13. | 4º Distrito CF        | 38 | 50  | 14 | 8  | 16 | 56 | 64 | -8  |
|  | 14. | Ciudad de Cieza CF    | 38 | 49  | 12 | 13 | 13 | 53 | 57 | -4  |
|  | 15. | Deportiva Minera      | 38 | 48  | 13 | 12 | 13 | 52 | 54 | -2  |
|  | 16. | AD Archena Atlético   | 38 | 41  | 11 | 8  | 19 | 43 | 57 | -14 |
|  | 17. | CF Base Abarán        | 38 | 40  | 11 | 7  | 20 | 54 | 67 | -13 |
|  | 18. | Caravaca CF "B"       | 38 | 29  | 7  | 8  | 23 | 42 | 80 | -38 |
|  | 19. | AD Cehegín Atlético   | 38 | 23  | 4  | 11 | 23 | 38 | 80 | -42 |
|  | 20. | CD Dolores de Pacheco | 38 | 22  | 5  | 7  | 26 | 36 | 82 | -46 |

Pts = Puntos; PJ = Partidos Jugados; G = Partidos Ganados; E = Partidos Empatados; P = Partidos Perdidos; GF = Goles Anotados; GC = Goles Recibidos; Dif = Diferencia de gol
|  | Asciende a Tercera División |
|  | Desciende a Liga Autonómica |

## Primera Territorial

### Grupo I

#### Clasificación
|  |     | Equipos de fútbol         | PJ | Pts | G  | E | P  | GF | GC | Dif |
|  | --- | ------------------------- | -- | --- | -- | - | -- | -- | -- | --- |
|  | 1.  | CD Bullense               | 29 | 66  | 20 | 6 | 3  | 76 | 20 | +56 |
|  | 2.  | Armas del Rey Mazarrón CF | 29 | 61  | 18 | 7 | 4  | 51 | 21 | +30 |
|  | 3.  | CD Alberca                | 29 | 53  | 16 | 5 | 8  | 48 | 32 | +16 |
|  | 4.  | FC Puente Tocinos         | 29 | 53  | 16 | 5 | 8  | 60 | 36 | +24 |
|  | 5.  | Nueva Vanguardia CF       | 29 | 52  | 16 | 4 | 9  | 70 | 55 | +15 |
|  | 6.  | Racing Promesas CF        | 29 | 48  | 14 | 6 | 9  | 65 | 49 | +16 |
|  | 7.  | EF Alhama                 | 29 | 42  | 13 | 3 | 13 | 52 | 46 | +6  |
|  | 8.  | FB Yecla                  | 29 | 41  | 13 | 2 | 14 | 60 | 63 | -3  |
|  | 9.  | UD Los Garres             | 29 | 39  | 11 | 6 | 12 | 56 | 53 | +3  |
|  | 10. | UD Zarcilla               | 29 | 38  | 11 | 5 | 13 | 49 | 63 | -14 |
|  | 11. | UD El Palmar              | 29 | 30  | 8  | 6 | 11 | 31 | 61 | -27 |
|  | 12. | Calasparra FC "B"         | 29 | 26  | 6  | 8 | 15 | 26 | 45 | -19 |
|  | 13. | AD Monteagudo             | 29 | 26  | 6  | 8 | 15 | 39 | 60 | -21 |
|  | 14. | Muleño CF "B"             | 29 | 23  | 6  | 5 | 18 | 31 | 66 | -35 |
|  | 15. | CD Paretón                | 29 | 16  | 5  | 1 | 23 | 29 | 74 | -45 |
|  | 16. | Chaparral FC              | 15 | 14  | 5  | 5 | 5  | 16 | 18 | -2  |

Pts = Puntos; PJ = Partidos Jugados; G = Partidos Ganados; E = Partidos Empatados; P = Partidos Perdidos; GF = Goles Anotados; GC = Goles Recibidos; Dif = Diferencia de gol
|  | Asciende a Territorial Preferente                            |
|  | Asciende a Liga Autonómica                                   |
|  | Retirado de la competición durante el transcurso de la misma |

### Grupo II

#### Clasificación
|  |     | Equipos de fútbol       | PJ | Pts | G  | E | P  | GF | GC | Dif |
|  | --- | ----------------------- | -- | --- | -- | - | -- | -- | -- | --- |
|  | 1.  | CD Santiago Lo Campano  | 25 | 55  | 18 | 1 | 6  | 59 | 31 | +28 |
|  | 2.  | AD Santiago el Mayor    | 25 | 52  | 16 | 4 | 5  | 61 | 21 | +40 |
|  | 3.  | ED Javalí Viejo-La Ñora | 25 | 49  | 15 | 4 | 6  | 51 | 26 | +25 |
|  | 4.  | Mar Menor CF            | 25 | 48  | 13 | 9 | 3  | 38 | 22 | +16 |
|  | 5.  | CD Balsicas             | 25 | 45  | 13 | 6 | 6  | 44 | 22 | +22 |
|  | 6.  | EF Algar                | 25 | 45  | 14 | 3 | 8  | 42 | 31 | +11 |
|  | 7.  | AD Guadalupe            | 25 | 37  | 11 | 4 | 10 | 36 | 35 | +1  |
|  | 8.  | EF Esperanza            | 25 | 35  | 10 | 8 | 7  | 41 | 38 | +3  |
|  | 9.  | EMF AD Cotillas         | 25 | 27  | 7  | 6 | 12 | 30 | 35 | -5  |
|  | 10. | EMF Beniel              | 25 | 27  | 8  | 3 | 14 | 39 | 42 | -3  |
|  | 11. | CFS El Progreso         | 25 | 20  | 5  | 5 | 15 | 40 | 60 | -20 |
|  | 12. | Relesa Fuente Álamo     | 25 | 19  | 5  | 4 | 16 | 24 | 44 | -20 |
|  | 13. | Roldán AD               | 25 | 4   | 1  | 4 | 20 | 13 | 77 | -64 |
|  | 14. | CCDA Ins-For-Fut        | 13 | 1   | 2  | 1 | 10 | 10 | 44 | -34 |
|  | 15. | CA San Juan Promesas    | 0  | 0   | 0  | 0 | 0  | 0  | 0  | 0   |
|  | 16. | Los Belones CF          | 0  | 0   | 0  | 0 | 0  | 0  | 0  | 0   |

Pts = Puntos; PJ = Partidos Jugados; G = Partidos Ganados; E = Partidos Empatados; P = Partidos Perdidos; GF = Goles Anotados; GC = Goles Recibidos; Dif = Diferencia de gol
|  | Asciende a Territorial Preferente                            |
|  | Asciende a Liga Autonómica                                   |
|  | Retirado de la competición durante el transcurso de la misma |